# Надмірний вилов риби

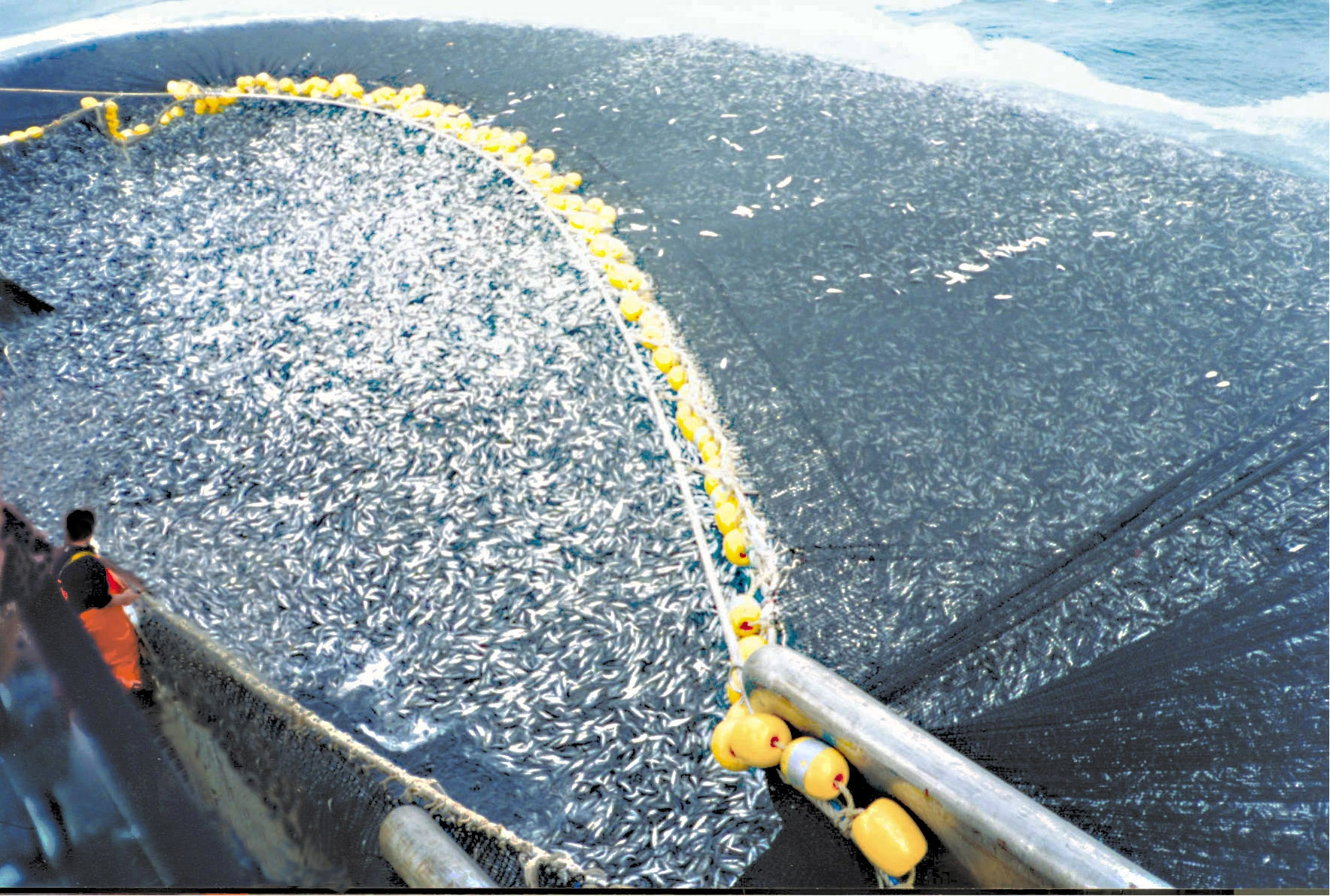
Виловлена чилійськими рибалками ставрида

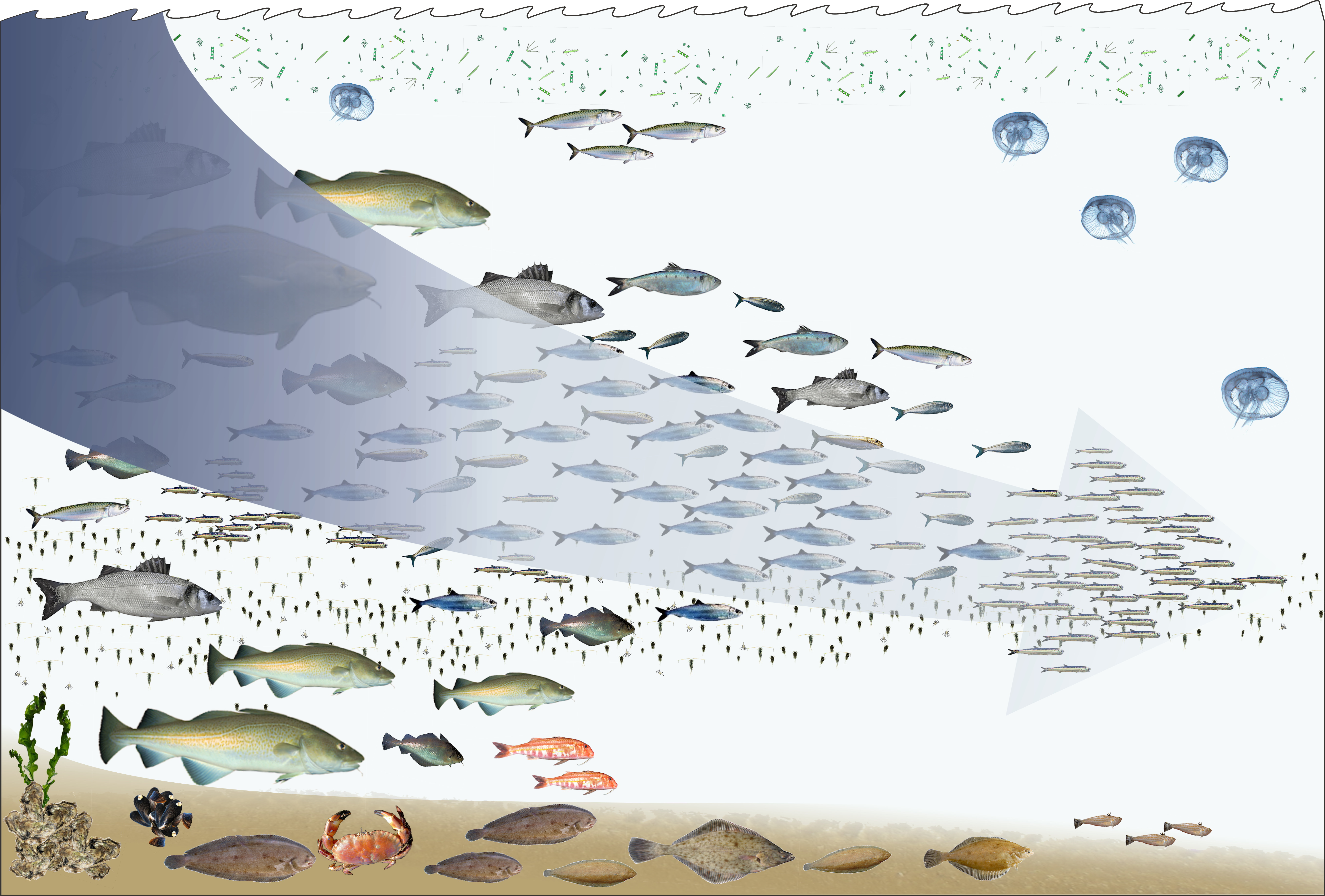
Риболовля по харчовій мережі

Надмірний вилов — вилучення виду риби (тобто лов риби) з водойми зі швидкістю, більшою за ту, з якою вид може поповнити свою популяцію природним шляхом (тобто надмірна експлуатація наявних рибних запасів), що призводить до того, що у цій місцевості відбувається депопуляція виду. Надмірний вилов може відбуватися у водоймах будь-якого розміру, таких як ставки, водно-болотні угіддя, річки, озера чи океани, і може призвести до виснаження ресурсів, зниження темпів біологічного зростання та низького рівня біомаси. Тривалий надмірний вилов може призвести до критичної депенсації, коли популяція риби більше не може підтримувати себе. Деякі форми надмірного вилову риби, такі як надмірний вилов акул, призвели до порушення цілих морських екосистем. Типи надмірного вилову включають: надмірний вилов риби при зростанні, надмірний вилов набору, надмірний вилов екосистем.
Здатність рибальства відновлюватися після надмірного вилову залежить від того, чи його загальна вантажопідйомність та різноманітність екологічних умов придатні для відновлення. Різкі зміни у складі видів можуть призвести до зміни екосистеми, коли інші рівноважні потоки енергії включають склад видів, відмінний від тих, які були присутні до виснаження первинного рибного запасу. Наприклад, після надмірного вилову форелі, короп може використати зміну конкурентної рівноваги і заволодіти заволодіти середовищем так, що для форелі буде неможливо відновити популяцію для розмноження.
Після зростання світових рибальських підприємств після 1950-х років інтенсивне рибальство поширилося з кількох зосереджених районів і охопило майже всі рибні промисли. Зішкріб дна океану під час донного перетягування є руйнівним для коралів, губок та інших бентосних видів, що повільно ростуть, які не швидко відновлюються і є середовищем існування для видів промислового рибальства. Це руйнування змінює функціонування екосистеми і може назавжди змінити склад видів і біорізноманіття. Прилов, супутній вилов ненавмисних видів під час риболовлі, як правило, повертається в океан тільки для того, щоб померти від травм або впливу. Прилов становить приблизно чверть усього морського вилову. У разі вилову креветок прилов у п'ять разів більший, ніж виловлені креветки.
У звіті Продовольчої та сільськогосподарської організації ООН за 2020 рік зазначено, що «у 2017 році 34 відсотки рибних запасів світового морського рибальства були класифіковані як перелови».:54Варіанти пом'якшення такої ситуації включають: державне регулювання, скасування субсидій, мінімізацію впливу на рибальство, аквакультуру та поінформованість споживачів.

## Масштаб

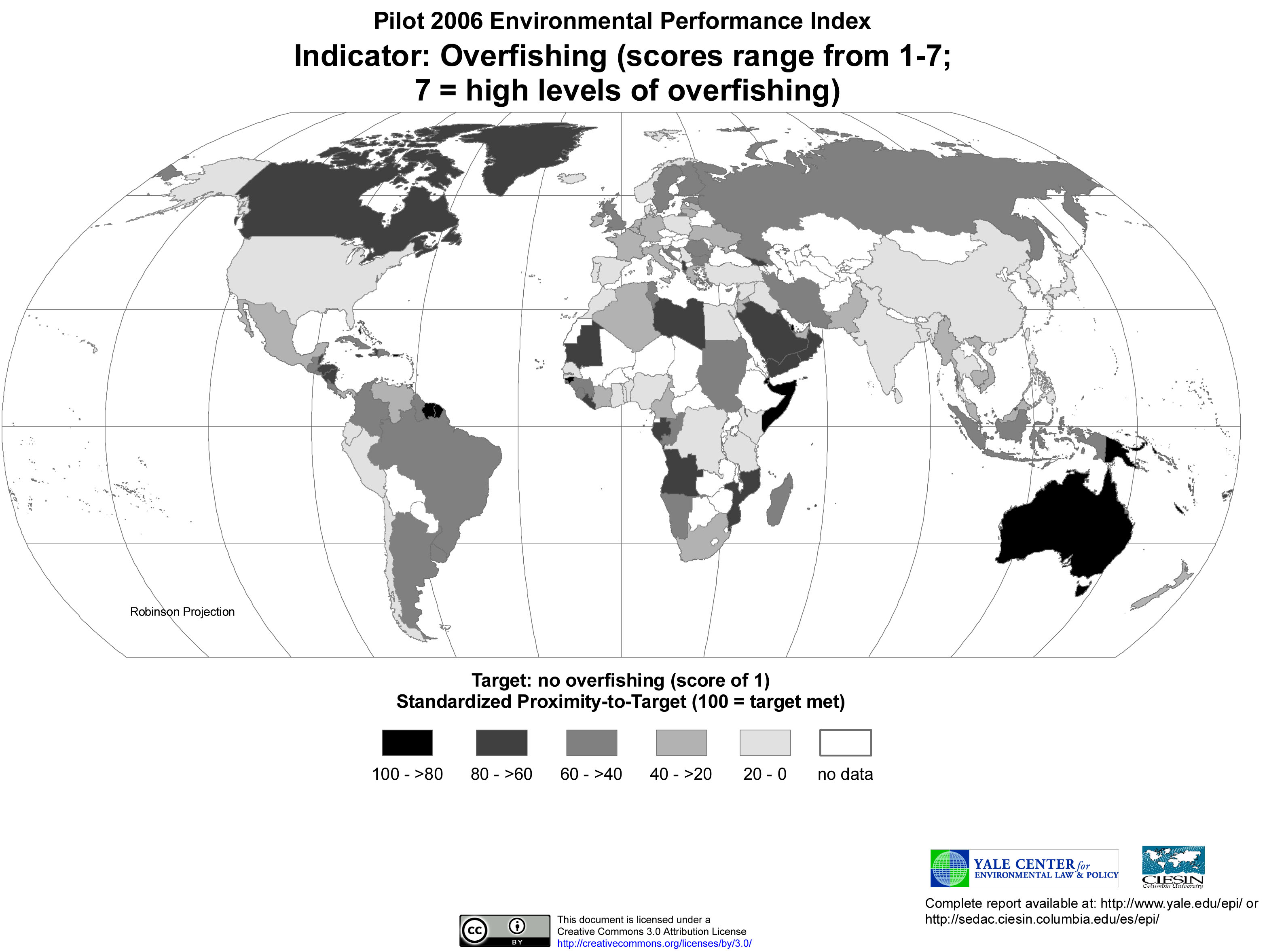
Оцінки за надмірний вилов коливаються від 1 до 7; 7=найвищий рівень надмірного вилову

Надмірний вилов позбавив багато рибних запасів у всьому світі. Продовольча і сільськогосподарська організація ООН у звіті за 2018 рік підрахувала, що 33,1 % світових рибних запасів піддаються надмірному вилову. У доіндустріальні часи спостерігався значний перелов риби. Зокрема, надмірний вилов риби в західній частині Атлантичного океану з перших днів європейської колонізації Америки добре задокументований.
Частка рибних запасів, що перебувають в межах біологічно стійких рівнів, демонструвала тенденцію до зменшення з 90 % у 1974 році до 66,9 % у 2015 році. Навпаки, відсоток запасів, виловлених на біологічно нестійких рівнях, зріс з 10 % у 1974 році до 33,1 % у 2015 році, причому найбільше зростання в кінці 1970-х і 1980-х років.

Глобальні тенденції щодо стану світових запасів морської риби, зі Статистичного щорічника ФАО за 2020 рік

У 2015 році максимально стійкі промислові запаси (раніше називалися повністю виловленими запасами) становили 59,9 %, а недоловлені — 7 % від загальної кількості оцінених запасів. У той час як частка невиловлених запасів постійно зменшувалася з 1974 по 2015 рік, запаси з максимально стійким виловом зменшувалися з 1974 по 1989 рік, а потім зросли до 59,9 % у 2015 році.
У 2015 році серед 16 основних статистичних районів Середземне та Чорне море мали найвищий відсоток (62,2 %) нестійких запасів, за ними слідували південно-східна частина Тихого океану 61,5 % і південно-західна Атлантика 58,8 %. На відміну від цього, у східній частині Тихого океану, північно-східній частині Тихого океану (зона 67), північно-західній частині Тихого океану (зона 61), західній частині Тихого океану та південно-західній частині Тихого океану була найнижча частка (від 13 до 17 %) рибних запасів на біологічно нестійких рівнях.
Деніел Полі, вчений у галузі рибальства, відомий своєю першопрохідною роботою щодо впливу людини на глобальне рибальство, коментує:
Це майже так, ніби ми використовуємо наших військових для боротьби з тваринами в океані. Ми поступово виграємо цю війну, щоб знищити їх. І спостерігати, як безпричинно відбувається це руйнування — не раціонально — це трохи засмучує. Як не дивно, усі ці ефекти зворотні, всі тварини, які зникли, з'являлися б знову, всі тварини, які були маленькими, виросли б, усі стосунки, які ви більше не бачите, відновилися б, і система відновилася б.
За словами Генерального секретаря Всесвітнього саміту зі сталого розвитку 2002 року, «Надмірний вилов не може продовжуватися, виснаження рибного промислу становить головну загрозу для продовольства мільйонів людей».
Риболовля по харчовій мережі — це те, що відбувається, коли виникає надмірний вилов. Після того, як вся більша риба буде виловлена, рибалка почне ловити менших особин, що призведе до того, що для того, щоб не відставати від попиту, потрібно буде зловити більше риби. Це зменшує популяції риб, а також генетичне різноманіття видів, що робить їх більш сприйнятливими до захворювань і менш схильними пристосовуватися до стресових факторів і довкілля. Крім того, лов меншої риби призводить до виведення меншого потомства, що може бути проблематичним для риб. У багатьох видів, чим менша самка, тим вона менш плодовита, що впливає на популяцію риб.

## Приклади та докази надмірного вилову
Приклади надмірного вилову існують у таких районах, як Північне море, Гранд-Бенкс Ньюфаундленду та Східно-Китайське море. У цих місцях надмірний вилов виявився згубним не тільки для рибних запасів, але й для рибальських спільнот, які покладаються на риболовлю. Як і інші видобувні галузі, такі як лісове господарство та мисливство, рибальство схильне до економічної взаємодії між власністю чи управлінням та стійкістю, інакше відомою як трагедія спільного майна.

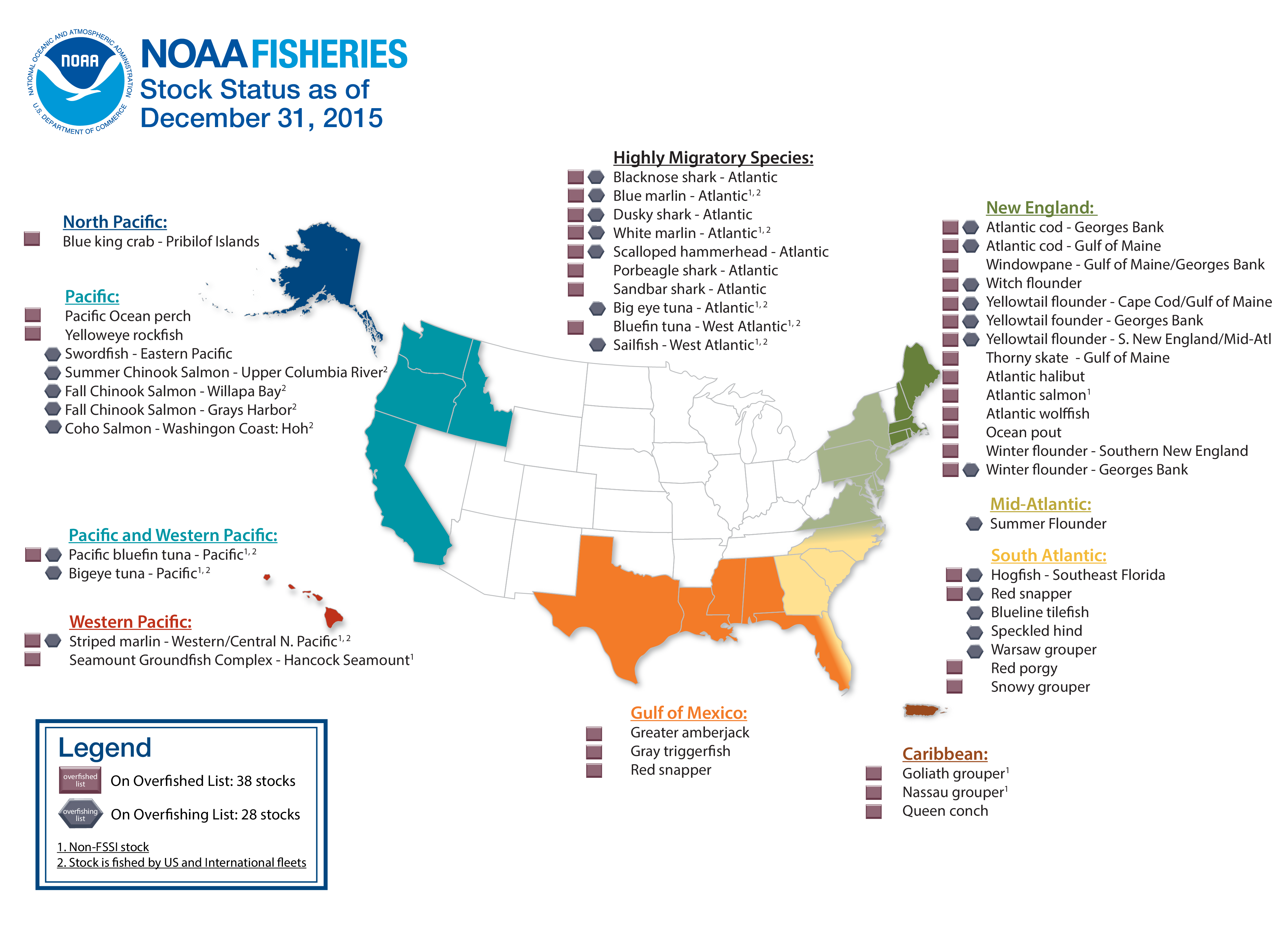
Переловлені запаси в США, 2015 рік

- Місцеві жителі у верхній Адріатиці століттями ловили тунця. Зростання вилову не дозволило великим косякам туниць мігрувати в Трієстську затоку. Останній великий улов тунця був здійснений в 1954 році рибалками Санта-Кроче, Контовелло і Баркола.[14]
- Перуанський прибережний промисел анчоусів зазнав краху в 1970-х роках після надмірного вилову, а сезон Ель-Ніньйо[15] значною мірою виснажив анчоуси з його вод.[16][17] Анчоуси були основним природним ресурсом Перу; справді, тільки в 1971 році було отримано 10,2 мільйона метричних тонн анчоусів. Однак у наступні п'ять років вилов перуанського флоту становив лише близько чотирьох мільйонів тонн.[15] Це стало великою втратою для економіки Перу.

- Крах вилову тріски біля Ньюфаундленду[18] і рішення Канади в 1992 році накласти невизначений мораторій на Гранд-Бенкс є яскравим прикладом наслідків надмірного вилову.[19]
- Згідно з офіційним планом дій уряду Великої Британії щодо біорізноманіття, рибальські промисли в Ірландському морі, західній протоці Ла-Маншу та інших місцях зазнали надмірного вилову до точки фактичного колапсу. Сполучене Королівство розробило заходи, щоб спробувати відновити рибальство, але зростаюча глобальна популяція людей і зростаючий попит на рибу досягли точки, коли попит на їжу загрожує стабільності цього рибальства, якщо не виживанню виду.[20]
- Багато глибоководних риб перебувають в зоні ризику, наприклад, хоплостет помаранчевий і вугільна риба. Глибоке море майже повністю темне, майже замерзає, і їжі мало. Глибоководні риби ростуть повільно через обмежену кількість їжі, мають повільний метаболізм, низьку репродуктивну здатність, і багато хто не досягає статевої зрілості протягом 30-40 років. Філе апельсина шорсткого в магазині, мабуть, не менше 50 років. Більшість глибоководних риб перебувають в міжнародних водах, де немає правового захисту. Більшість цих риб виловлюють глибоководними траулерами поблизу підводних гір, де вони збираються для їжі. Спалахове заморожування дозволяє траулерам працювати протягом кількох днів, а сучасні рибопромисли з легкістю націлюються на рибу.[21]
- Блакитний судак вимер у Великих озерах у 1980-х роках. До середини XX-го століття судак був комерційно цінною рибою, близько півмільйона тонн було виловлено в період приблизно з 1880 до кінця 1950-х років, коли популяція скоротилася, очевидно, через поєднання надмірного вилову та антропогенної евтрофікації, і конкуренція з введеною райдужною корюшкою.
- Всесвітній фонд природи та Лондонське зоологічне товариство 16 вересня 2015 року спільно випустили «Звіт про живу блакитну планету», в якому йдеться про різке падіння на 74 % світових запасів важливих скумбрієвих риб між 1970 і 2010 роками, таких як скумбрія, тунець і боніт, а загальна глобальна «чисельність популяції ссавців, птахів, рептилій, земноводних та риб скоротилася в середньому вдвічі лише за 40 років».[22]
- Надмірний вилов тихоокеанського блакитного тунця, який перебуває під загрозою зникнення, призвів до того, що небагатьох риб, яких спіймали, продають за астрономічними цінами. У січні 2019 року тунця вагою 278 кілограмів (612 фунтів) було продано за 333,6 мільйона ієн, або понад 3 мільйони доларів США, 4900 доларів США за фунт. Рибалки, керовані високою цінністю риби, використовують надзвичайні прийоми для її лову, залишаючи популяцію на межі колапсу.[23]
- Акули і скати: глобальна чисельність океанічних акул і скатів знизилася на 71 % з 1970 року через 18-кратне збільшення відносного тиску рибальства. Як наслідок, три чверті видів, що входять до цієї групи, зараз перебувають під загрозою зникнення.[24]
- Дослідження 2003 року показало, що порівняно з рівнями 1950 року в морях залишилася лише залишок (в деяких випадках лише 10 %) від усіх великих запасів океанської риби. Ці великі океанські риби є видами на вершині харчових ланцюгів (наприклад, тунець, тріска та інші). Згодом цю статтю розкритикували як принципово недосконалу, хоча все ще існує багато дискусій, і більшість вчених у галузі рибальства зараз вважають результати нерелевантними щодо великих пелагічних вод (відкритого моря).[25]

### В управлінні
Нині кілька країн ефективно керують своїм рибальством. Приклади включають Ісландію та Нову Зеландію. Сполучені Штати перетворили багато рибних промислів у стан дуже виснаженого.

## Наслідки

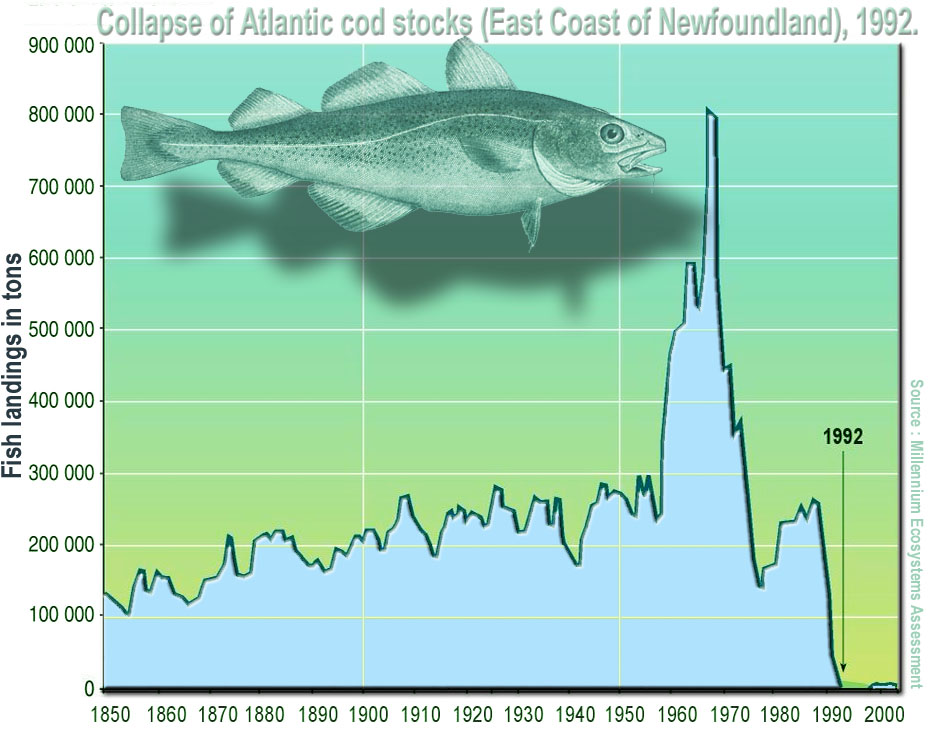
У 1970-х і 1980-х роках запаси атлантичної тріски зазнали серйозного надмірного вилову, що призвело до їх різкого краху в 1992 році.

Згідно зі звітом ООН за 2008 рік, світові рибальські флоти щороку втрачають 50 мільярдів доларів США через виснаження запасів і погане управління рибальством. У звіті, підготовленому спільно Світовим банком та Продовольчою та сільськогосподарською організацією ООН (FAO), стверджується, що половину світового рибальського флоту можна було б знищити без змін улову. Крім того, біомасі світових рибних запасів було дозволено знизитися до точки, коли вже неможливо виловити ту кількість риби, яку можна було б виловити. Збільшення захворюваності на шистосомоз в Африці пов'язують зі скороченням видів риб, які поїдають равликів, що є переносниками хвороботворних паразитів. Масове зростання популяцій медуз загрожує рибним запасам, оскільки вони конкурують з рибою за їжу, їдять ікру, отруту або рій, і можуть виживати в середовищі з недостатнім киснем, де риба не може; вони завдають величезної шкоди промисловому рибальству. Надмірний вилов знищує основного конкурента та хижака медузи, що посилює зростання популяції медуз. Виявлено, що зміни клімату та реструктуризація екосистеми відіграють важливу роль у збільшенні популяції медуз в Ірландському морі в 1990-х роках.

Відповідно до Звіту про глобальну оцінку біорізноманіття та екосистемних послуг за 2019 рік, опублікованого Міжурядовою науково-політичною платформою з біорізноманіття та екосистемних послуг, надмірний вилов риби є основною причиною масового вимирання в Світовому океані. У дослідженні 2021 року, опублікованому в журналі Nature, стверджується, що «основною причиною» зневоднення океану є надмірний вилов риби. Інші дослідження показали, що надмірний вилов зменшив біомасу риби та морських ссавців на 60 % з 1800-х років, і в даний час більше однієї третини акул і скатів вимирає.

## Типи
Існують три визнані типи біологічного надмірного вилову риби: надмірний вилов риби приросту, надмірний вилов осіб та надмірний вилов екосистем.

### Зростання надмірного вилову

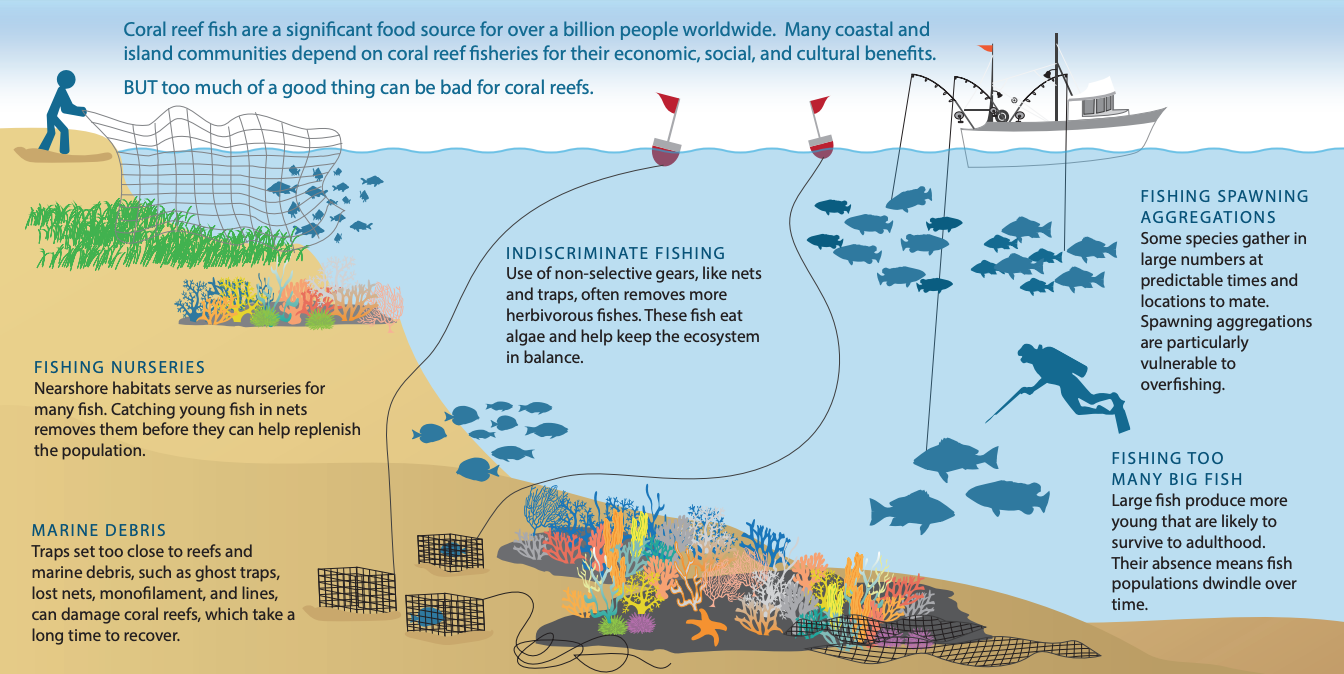
Надмірний вилов може знищити ключові види рифів і пошкодити середовище проживання коралів. Риба коралових рифів є важливим джерелом їжі для понад мільярда людей у всьому світі.

Надмірний вилов риби відбувається, коли рибу виловлюють у середньому розмірі, меншому за розмір, який давав би максимальний вихід на одну особа. Особа— це істота, яка досягає зрілості або досягає меж, визначених промислом, як правило, розміром або віком. Це робить загальний вихід меншим, ніж був би, якби рибі дозволили вирости до відповідного розміру. Цьому можна протидіяти, знизивши смертність від рибальства до нижчих рівнів і збільшивши середній розмір виловленої риби до розміру, який дозволить отримати максимальний вихід на одну особу.

### Набір перелову
Надмірний вилов трапляється, коли доросла популяція (нерестова біомаса) виснажена до рівня, коли вона більше не має репродуктивної здатності для самозаповнення  —  не вистачає дорослих особин для виробництва потомства. Збільшення біомаси нерестового запасу до цільового рівня — це підхід, який застосовують менеджери, щоб відновити надмірно виловлювану популяцію до сталого рівня. Зазвичай це досягається шляхом встановлення мораторіїв, квот і обмежень мінімального розміру на популяцію риби.

### Перелов екосистеми
Перелов екосистеми відбувається, коли баланс екосистеми змінюється через надмірний вилов. Зі зменшенням чисельності великих хижих видів збільшується кількість дрібних кормових видів, що спричиняє зсув у балансі екосистеми в бік менших видів риб.

## Прийнятні рівні
Поняття надмірного вилову залежить від того, що мається на увазі під «прийнятним рівнем» риболовлі. Більш точні біологічні та біоекономічні терміни визначають прийнятний рівень таким чином:
- Біологічний перелов має місце, коли смертність від рибальства досягла рівня, коли біомаса запасу має негативний граничний приріст (знижений темп зростання біомаси), як показано червоною зоною на малюнку. (Рибу виймають з води так швидко, що поповнення запасу шляхом розмноження сповільнюється. Якщо поповнення буде продовжувати скорочуватися досить довго, поповнення зміниться, і популяція зменшиться.)[39]
- Економічний або біоекономічний перелов додатково враховує вартість вилову при визначенні прийнятного вилову. Згідно з цією структурою, рибальство вважається переловленим, коли вилов перевищує максимальний економічний видобуток, коли рента ресурсів є максимальною. Рибу вилучають з промислу настільки швидко, що рентабельність промислу не є оптимальною. Більш динамічне визначення економічного надмірного вилову також розглядає теперішню вартість промислу з використанням відповідної ставки дисконтування, щоб максимізувати потік ресурсної ренти за весь майбутній улов. [джерело?]

### Правило контролю врожаю

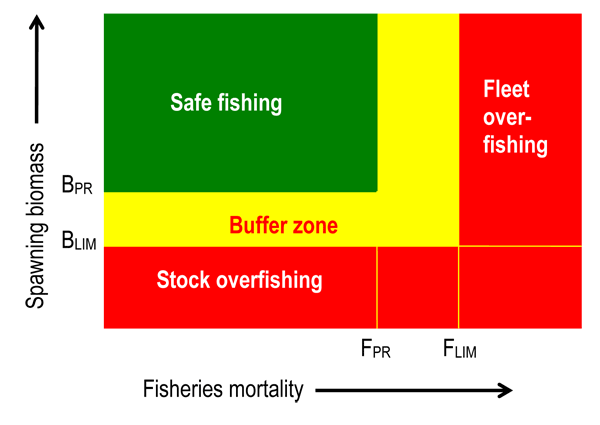
Конвенція про колір світлофора, що відображає концепцію правила контролю врожаю (HCR), вказує, коли план відновлення є обов'язковим з точки зору попереджувальних та граничних контрольних точок для біомаси нересту та рівня смертності від рибальства

Модель, запропонована в 2010 році для прогнозування прийнятних рівнів вилову, — це правило контролю врожаю (HCR), яке являє собою набір інструментів і протоколів, за допомогою яких керівництво має певний прямий контроль над темпами вилову та стратегіями щодо прогнозування стану запасу, і довгострокові максимальні стійкі врожаї. Постійний вилов і постійна рибальська смертність — це два типи простих правил контролю врожаю.

### Орієнтації входу та виходу
За допомогою орієнтації входу або виходу також може бути визначена рибальська потужність.
- Рибальська потужність, орієнтована на вхідні ресурси, визначається як максимальний наявний капітал у рибному господарстві, який повністю використовується з максимальною технічною ефективністю за певний період часу, з урахуванням ресурсів і ринкових умов.[42]
- Рибальська потужність, орієнтована на продуктивність, визначається як максимальний улов, який може дати судно (флот), якщо ресурси повністю використовуються з урахуванням біомаси, фіксованих витрат, вікової структури рибного запасу та сучасного рівня технології.[43]

Вважається, що для досягнення цього максимального вилову необхідна технічна ефективність кожного судна флоту. Ступінь використання потужності є результатом порівняння фактичного рівня виробництва (входу) і потужності (входу) судна або флоту.[прояснити: ком.]

## Пом'якшення
Щоб вирішити проблеми надмірного вилову, запобіжний підхід і принципи управління правилами контролю врожаю (HCR) були введені в основні промисли в усьому світі. Конвенція про колір світлофора вводить набори правил, засновані на попередньо визначених критичних значеннях, які можна налаштувати в міру отримання додаткової інформації.
Конвенція Організації Об'єднаних Націй з морського права у статтях 61, 62 і 65 містить розгляд аспектів надмірного вилову.
- Стаття 61 вимагає від усіх прибережних держав гарантувати, що утримання живих ресурсів у їхніх виключних економічних зонах не загрожує надмірною експлуатацією. У цій же статті йдеться про підтримку або відновлення популяцій видів, які перевищують рівень, при якому їх відтворення може стати серйозною загрозою.
- Стаття 62 передбачає, що прибережні держави: «сприяють досягненню мети оптимального використання живих ресурсів у виключній економічній зоні без шкоди для статті 61».
- Стаття 65 загалом передбачає права, серед іншого, прибережних держав забороняти, обмежувати або регулювати експлуатацію морських ссавців.

На думку деяких спостерігачів, надмірний вилов риби можна розглядати як приклад трагедії громади; тому відповідні рішення сприятимуть правам власності через, наприклад, приватизацію та рибне господарство. Деніел К. Бенджамін у книзі «Риболовство — класичний приклад трагедії громад» цитує дослідження Графтона, Сквайрса та Фокса, щоб підтвердити ідею про те, що приватизація може вирішити проблему надмірного вилову: «Згідно з нещодавніми дослідженнями вилову палтуса в Британській Колумбії, якщо загальне майно було принаймні частково приватизоване, це принесло значні екологічні та економічні вигоди. Рибні запаси завдають менше шкоди, рибалки безпечніші, а для досягнення певного врожаю потрібно менше ресурсів».
Іншим можливим рішенням, принаймні для деяких районів, є квоти, що обмежують рибалок певною кількістю риби. Більш радикальна можливість — оголосити певні ділянки моря «забороненими зонами» і зробити вилов там суворо незаконним, щоб риба встигла відновитися і знову заселити.
Щоб максимізувати ресурси, деякі країни, наприклад, Бангладеш і Таїланд, покращили доступність послуг з планування сім'ї. У результаті менші популяції мають зменшений вплив на навколишнє середовище та зменшені потреби в їжі.
Контроль поведінки споживачів і попиту є критичним для пом'якшення наслідків. У всьому світі з'явилася низка ініціатив, щоб надати споживачам інформацію щодо стану збереження доступних їм морепродуктів. У «Керівництві до хороших довідників з риби» перелічено кілька з них.

### Державне регулювання
Для контролю надлишкового вилову існує багато нормативних заходів. Ці заходи включають квоти на вилов риби, обмеження вантажів, ліцензування, закриті сезони, обмеження розміру та створення морських заповідників та інших морських охоронюваних територій.
Модель взаємодії між рибою та рибалками показала, що коли територія закрита для рибалок, але немає правил вилову, таких як індивідуальні квоти вилову, вилов риби тимчасово збільшується, а загальна біомаса риби зменшується, що призводить до протилежного від бажаного для рибальства результату. Таким чином, переміщення флоту з одного населеного пункту в інший, як правило, матиме незначний ефект, якщо буде використана та сама квота. Як наслідок, такі управлінські заходи, як тимчасове закриття або створення морської заповідної зони рибних територій, є неефективними, якщо не поєднуються з індивідуальними квотами на вилов риби. Невід'ємною проблемою квот є те, що популяції риби змінюються з року в рік. Дослідження показало, що популяція риб різко збільшується після бурхливих років через те, що більше поживних речовин досягає поверхні, і, отже, більше первинного виробництва. Щоб риба була стійкою, квоти потрібно змінювати щороку, щоб врахувати популяцію риби.
Індивідуальні квоти вилову (ITQs) — це інструменти раціоналізації рибальства, визначені відповідно до Закону Магнусона-Стівенса про збереження та управління рибальством як дозволи на обмежений доступ до вилову риби. Вчені-риболови вирішують оптимальну кількість риби (загальний допустимий вилов) для вилову на певному промислі. Рішення враховує пропускну здатність, швидкість регенерації та майбутні значення. Відповідно до ITQ членам рибного господарства надаються права на відсоток від загального дозволеного вилову, який можна виловити щороку. Ці квоти можна ловити, купувати, продавати або здавати в оренду, дозволяючи використовувати найдешевші судна. ITQ використовуються в Новій Зеландії, Австралії, Ісландії, Канаді та Сполучених Штатах.
У 2008 році було проведено масштабне дослідження рибальства, в якому використовувалися ITQ, порівняно з тими, які не використовували. Результати не надали вагомих доказів того, що ITQ можуть допомогти запобігти колапсам і відновити рибальство, яке, здається, занепадає.
У Китаї щорічно на певний період забороняється риболовля в Південно-Китайському морі.
Організація Об'єднаних Націй включила стійке рибальство та припинення субсидій, які сприяють надмірному вилову риби, як ключові цілі на 2030 рік як частину своєї Цілі сталого розвитку 14: Життя під водою.

### Зняття субсидій
Оскільки фінансові субсидії, надані урядом, можуть зробити його економічно життєздатним рибальством за межами біологічно стійкого рівня, кілька вчених закликали припинити субсидії на рибальство, що виплачуються глибоководному рибному промислу. У міжнародних водах за межами 200 морських миль виняткових економічних зон прибережних країн багато рибальства не регулюються, а рибальські флоти грабують глибини за допомогою найсучасніших технологій. За кілька годин масивні мережі вагою до 15 тонн, які тягнуть по дну глибоководними траулерами, можуть знищити глибоководні корали та губки, які виросли століттями чи тисячоліттями. Траулери можуть націлюватись на помаранчевих хоплостетів, гренадерів або акул. Ці риби, як правило, довгоживучі і пізно достигають, а їх популяціям потрібні десятиліття, навіть століття, щоб відновитися.

Вчений з рибальства Деніел Полі та економіст Усіф Рашид Сумайла вивчили субсидії, що виплачуються донним траловим флотам по всьому світу. Вони виявили, що на глибоководне рибальство виплачується 152 мільйони доларів США на рік. Без цих субсидій глобальне глибоководне рибальство працювало б із збитками в 50 мільйонів доларів США на рік. Велика частина субсидій, що виплачуються глибоководним траулерам, призначена для субсидування великої кількості палива, необхідного для подорожі за межі 200 миль і перетягування обтяжених сіток.
«Безумовно, існує кращий спосіб для урядів витрачати гроші, ніж виплачувати субсидії флоту, який спалює 1,1 мільярда літрів палива щорічно, щоб підтримувати мізерні вилови старої риби з дуже вразливих запасів, знищуючи при цьому їх середовище проживання», — Полі.
«Скасування глобальних субсидій зробило б ці флоти економічно нежиттєздатними і зменшило б величезний тиск на надмірний вилов риби та вразливі глибоководні екосистеми», – Сумайла.
Щорічно на рибальство спрямовується понад 30 мільярдів євро державних субсидій.

### Мінімізація впливу риболовлі
Методи рибальства можуть бути змінені, щоб мінімізувати прилов і зменшити вплив на морське середовище проживання. Ці методи включають використання різноманітних типів снастей залежно від цільового виду та типу середовища проживання. Наприклад, сітка з більшими отворами дозволить невисокій рибі уникнути лову. Пристрій для виключення черепах (TED) дозволяє морським черепахам та іншій мегафауні втекти з креветкових тралів. Уникнення риболовлі в нерестовищах може дозволити відновити рибні запаси, даючи дорослим особинам можливість розмножуватися.

Світове рибальство та виробництво аквакультури за групами видів, зі Статистичного щорічника ФАО за 2020 рік

### Аквакультура
Аквакультура передбачає вирощування риби в неволі. Такий підхід ефективно приватизує рибні запаси та створює стимули для фермерів до збереження своїх запасів. Це також зменшує вплив на навколишнє середовище. Однак вирощування м'ясоїдних риб, таких як лосось, не завжди зменшує тиск на дике рибальство, оскільки м'ясоїдних риб зазвичай годують рибним борошном і риб'ячим жиром, витягнутим з диких кормових риб. Різні види тихоокеанського лосося та атлантичного лосося відносно легко вирощувати в неволі, і такі аквакультурні операції існують понад 150 років. Масштабні викиди лосося, вирощеного в неволі для доповнення популяцій дикого лосося, зазвичай збільшують тиск на рибальство на набагато менш рясних прогонах дикого лосося.
Аквакультура відігравала незначну роль у вилові морських організмів до 1970-х років. Зростання аквакультури стрімко зросло в 1990-х роках, коли рівень вилову диких рослин вийшов на плато. Зараз аквакультура забезпечує приблизно половину всіх виловлюваних водних організмів. Показники виробництва аквакультури продовжують зростати, а дикий урожай залишається стабільним.
Розведення риби може охопити весь цикл вирощування риби, при цьому риба виростає в неволі. Деякі риби важко розмножуються в неволі, і їх можна ловити в дикій природі як молодь і щоб збільшити їх вагу відгодовувати в неволі. З прогресом науки в неволі розмножуються все більше видів. Так було з південним блакитним тунцем, якого вперше вивели в неволі у 2009 році.

### Обізнаність споживачів
Оскільки громадяни світу все більше усвідомлюють надмірний вилов риби та екологічне руйнування океанів, виникли рухи, які заохочують до утримання — не їсти жодних морепродуктів — або споживати лише «збалансовані морепродукти».
Екологічні морепродукти — це рух, який набирає обертів, оскільки все більше людей дізнаються про надмірний вилов риби та руйнівні для довкілля методи риболовлі. Екологічні морепродукти — це морепродукти, отримані з рибного або вирощених на фермах джерел, які можуть підтримувати або збільшити виробництво в майбутньому, не загрожуючи екосистемам, з яких вони були отримані. Загалом, риба, що повільно росте, яка розмножується в пізньому віці, наприклад, помаранчева шорстка, вразлива до надмірного вилову. Види морепродуктів, які швидко ростуть і розмножуються молодняк, такі як анчоуси та сардини, набагато стійкіші до надмірного вилову. Кілька організацій, у тому числі Морська опікунська рада (MSC) і Друзі моря, сертифікують рибальство морепродуктів як стійке.
Морська опікунська рада розробила екологічний стандарт для сталого та добре керованого рибальства. Екологічно відповідальне управління та методи рибальства винагороджуються використанням синього екомаркування продукту. Споживачі, стурбовані надмірним виловом риби та його наслідками, все частіше можуть вибирати морепродукти, які були незалежно оцінені на відповідність екологічним стандартам MSC. Це дає можливість споживачам відігравати певну роль у зупиненні скорочення рибних запасів. Станом на лютий 2012 року понад 100 промислів у всьому світі були незалежно оцінені та сертифіковані як відповідні стандарту MSC. Їхня сторінка, де можна купити, містить перелік наявних сертифікованих морепродуктів. Станом на лютий 2012 року понад 13 000 продуктів з маркуванням MSC доступні в 74 країнах світу. Fish & Kids — це проект MSC, який навчає школярів питанням морського довкілля, включаючи надмірний вилов риби.
Програма спостереження за морепродуктами Акваріум Монтерей-Бей, хоча і не є офіційним органом сертифікації, як MSC, також надає рекомендації щодо стійкості певних видів риб. Деякі ресторани морепродуктів почали пропонувати більш стійкі варіанти морепродуктів. Seafood Choices Alliance — це організація, членами якої є шеф-кухарі, які у своїх закладах подають екологічно чисті морепродукти. У США Закон про стале рибальство визначає стійкі методи за допомогою національних стандартів. Хоча офіційного органу з сертифікації, такого як MSC, немає, Національне управління океанічних і атмосферних досліджень створило FishWatch, щоб допомогти зацікавленим споживачам вибирати екологічно чисті морепродукти.
У вересні 2016 року партнерство Google, Oceana і Skytruth запустило веб-сайт Global Fishing Watch, призначений для допомоги громадянам усього світу в моніторингу рибальської діяльності.

## Перешкоди для ефективного управління
Рибальська промисловість має сильний фінансовий стимул протистояти деяким заходам, спрямованим на підвищення стійкості рибних запасів. Рибалки-любителі також зацікавлені в забезпеченні доступу до рибних запасів. Це призводить до широкого лобіювання, яке може блокувати або послаблювати політику уряду, спрямовану на запобігання надмірному вилову риби.
За межами виняткових економічних зон країн рибальство важко контролювати. Великі океанські рибальські човни можуть вільно експлуатувати рибні запаси за бажанням.
У водах, які є предметом територіальних суперечок, країни можуть активно заохочувати надмірний вилов риби. Яскравим прикладом є війни з тріскою, коли Британія використовувала свій флот для захисту своїх траулерів, що ловлять рибу в виключній економічній зоні Ісландії.  Риба дуже швидкоплинна. Багато видів будуть вільно переміщатися через різні юрисдикції. Зусилля з охорони природи однієї країни можуть потім використовуватися іншою.
Хоча уряди можуть створювати правила для контролю за поведінкою людей, це може бути підірвано незаконним промислом. За оцінками, розмір незаконного вилову коливається від 11 до 26 мільйонів тонн, що становить 14-33 % світового вилову. Незаконний промисел може приймати різні форми. У деяких країнах, що розвиваються, велика кількість бідних людей залежать від рибальства. Може виявитися складним регулювати такий вид надмірного вилову, особливо для слабких урядів. Навіть у регульованих умовах може відбуватися незаконний вилов риби. Хоча промислове рибальство часто ефективно контролюється, дрібні рибалки та рибалки-любителі часто можуть порушувати такі правила, як обмеження на кількість мішків та сезонне закриття. Рибалки також можуть легко ловити рибу незаконно, роблячи такі дії, як занижуючи кількість виловленої риби або повідомляючи, що вони спіймали один вид риби, а насправді ловили інший. Також велика проблема з наглядом за незаконним виловом риби. У 2001 році Продовольча і сільськогосподарська організація ООН (FAO) прийняла Міжнародний план дій із запобігання, стримування та ліквідації незаконного, незареєстрованого та нерегульованого рибальства (IPOA-IUU). Це угода з наміром заборонити портовим державам дозволяти причалювати човни, які брали участь у незаконному, незареєстрованому або нерегульованому промислі. Він також містить детальну інформацію для держав порту щодо ефективних заходів перевірки та повідомлення про незаконний вилов риби. Деякі види незаконного вилову риби здійснюються в промислових масштабах з фінансуванням комерційних операцій.
Проблема промислової потужності пов'язана не тільки зі збереженням рибних запасів, але й зі стійкістю рибної діяльності. Причини проблеми рибальства можна знайти в режимі права власності на рибні ресурси. Надмірна експлуатація та розсіювання ренти рибалок виникають у відкритому промислі, як було показано в Гордоні.
У ресурсах з відкритим доступом, як-от рибні запаси, за відсутності такої системи, як індивідуальні квоти, що передаються, неможливість виключення інших провокує рибалок, які хочуть збільшити вилов, робити це ефективно, забираючи чужу частку, посилюючи конкуренцію. Ця трагедія громади провокує процес капіталізації, який змушує їх збільшувати свої витрати до тих пір, поки вони не зрівняються з їхнім доходом, повністю розвіюючи свою орендну плату.

### Опір рибалок
|  | Між рибалками та урядовими вченими завжди існують розбіжності... Уявіть собі надвиловлену зону моря у формі хокейного поля з сітками на обох кінцях. Кілька риб, які залишилися в ньому, збиралися б навколо цілей, тому що риби люблять структуровані місця проживання. Вчені обстежили б усе поле, зробили багато невдалих виловів і дійшли висновку, що в ньому мало риби. Рибалки добиралися б до цілей, ловили рибу навколо і казали, що вчені не знають, про що говорять. Суб’єктивне враження у рибалок завжди складається з того, що риби багато, тому що вони ходять лише в місця, де вона ще є... Вчені-риболовці оглядають і порівнюють цілі території, а не тільки місця продуктивного лову. Учений рибальства Деніел Полі |